# 소피아 베르가라
소피아 베르가라(Sofía Vergara, 1972년 7월 10일 ~ )는 콜롬비아와 미국의 배우이자 코미디언, 감독, 호스트, 모델 그리고 사업가이다.
베르가라는 1990년대 후반 유니비전에서 텔레비전 쇼 호스트로 널리 알려져 있었다. 영어로 연기한 첫 작품은 영화 《체이싱 파피》(Chasing Papi, 2003)였다. 계속해서 영화 《4 브라더스》(Four Brothers, 2005), 감독 타일러 페리의 영화 《미트 더 브라운즈》(Meet the Browns, 2008)와 《마디아 감옥가다》(Madea Goes to Jail, 2009) 등 다른 영화들에서 모습을 보였다. ALMA 어워드에서 후보로 지명되었다. 《개구장이 스머프》, 《뉴욕의 연인들》, 《해피 피트 2》, 《바보 삼총사》(The Three Stooges, 2012), 《슈퍼노바 지구 탈출기》, 《마세티 킬즈》, 《아메리칸 셰프》, 그리고 《핫 뉴슈트》(Hot Pursuit, 2015)와 같은 작품들을 통해 많은 수익을 벌어들였다.
베르가라는 ABC 방송국 시리즈 《모던 패밀리》에서 "글로리아 프리쳇" 역을 연기하고 있다. 이 역할로 베르가라는 골든 글로브상에 4번, 프라임타임 에미상에 4번, 미국 배우 조합상에 7번 후보로 지명되었다.
2012년과 2013년에 그녀는 US television에서 가장 수익이 높은 영화배우로 선정되었다. 그리고 2014년 포브스지 선정, 세계에서 가장 영향력있는 여성 32위에 올랐다.

## 사생활
2014년 12월 분 지미 키멀 라이브t! 방송에서 미국 시민권을 취득했다고 밝혔다.

## 출연 작품

### 영화
- 아메리칸 셰프 - 이네즈 역
- 와일드 카드 - DD 역
- 벤트: 마약의 도시 - 레베카 역
- 슈퍼배드 4 - 발렌티나 역 (목소리)